# Karl-Marx-Allee
La Karl-Marx-Allee (del alemán, «avenida Karl Marx») es un bulevar construido por la República Democrática Alemana entre 1952 y 1960 en los distritos de Friedrichshain y Mitte en Berlín. Era la calle más conocida de la República Democrática Alemana.
Corresponde al tramo entre la Alexanderplatz y Frankfurter Tor. El bulevar fue llamado Stalinallee entre 1949 y 1961 y fue un estandarte del proyecto de la reconstrucción de Alemania Oriental después de la Segunda Guerra Mundial.

## Características
La avenida, tiene unos 89 metros de ancho y casi 2 kilómetros de largo y la bordean edificios de ocho pisos diseñados con el estilo socialista de la Unión Soviética. Al final de la avenida están las dos torres en Frankfurter Tor y la Strausberger Platz diseñadas por Hermann Henselmann. Los edificios presentan en sus fachadas diferentes motivos de la Berlín tradicional de Karl Friedrich Schinkel.
Desde la reunificación alemana muchos de los edificios, incluyendo las dos torres, han sido restaurados.

## Historia
La avenida se basa en la antigua Große Frankfurter Straße, una vía histórica que conectaba Berlín con Frankfurt. Durante la Segunda Guerra Mundial, gran parte de la zona fue destruida por bombardeos aliados.
A partir de 1952, la RDA inició la reconstrucción como Stalinallee, un bulevar representativo del socialismo. El diseño urbano y arquitectónico fue liderado por el arquitecto Hermann Henselmann, junto a otros como Richard Paulick, Hans Hopp, Kurt Leucht, y Egon Hartmann. El estilo arquitectónico adoptado fue el llamado Zuckerbäckerstil (estilo pastelero), inspirado en la arquitectura soviética monumental. Se planteó que el bulevar debía contener espaciosos y lujosos apartamentos para trabajadores, así como tiendas, restaurantes, cafés, un hotel turístico y un cine.

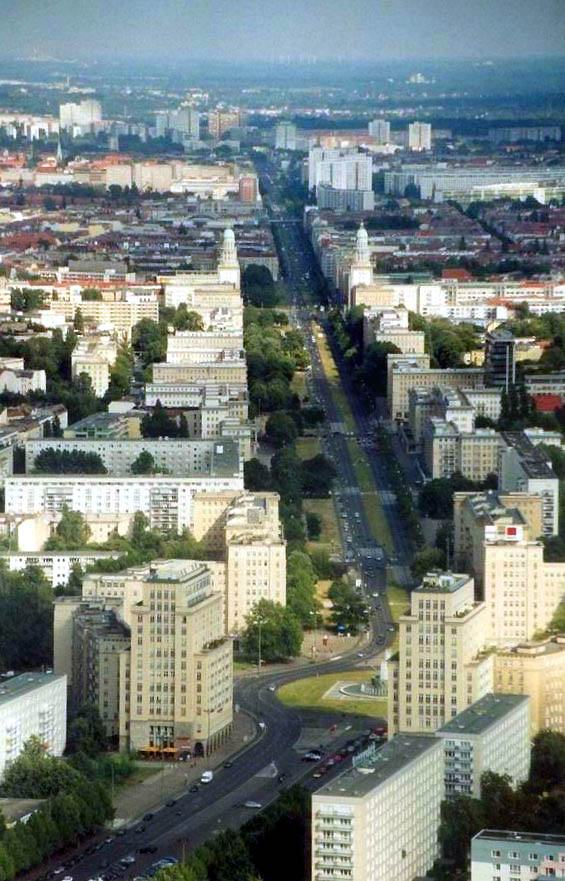
La Karl-Marx-Allee, en primer plano la Strausberger Platz y al fondo la Frankfurter Tor.

El 17 de junio de 1953, la Stalinallee se convirtió en el centro de una huelga de trabajadores que pudo hacer peligrar la existencia de la joven nación. Los constructores y obreros se manifestaron contra el gobierno comunista, conduciendo a una huelga nacional, que fue sofocada con tanques y tropas soviéticas, dando un resultado de una pérdida de al menos 125 vidas.
Después, la calle fue usada para celebrar el desfile del Día del Trabajador en Berlín Este, donde marchaban soldados, tanques y otros vehículos militares. En 1961, en el contexto de la desestalinización, la avenida fue renombrada como Karl-Marx-Allee.
Tras la reunificación alemana los edificios de viviendas fueron vendidos a inversores. En 2019 una serie de protestas vecinales consiguieron que el Senado de Berlín iniciara un procedimiento para comprar varios bloques de viviendas, en lugar de ser vendidas a fondos buitre.

## Arquitectura
La Karl-Marx-Allee se caracteriza por sus edificios monumentales de entre siete y nueve pisos, construidos con elementos ornamentales y materiales costosos como mármol y cerámica. Las fachadas están ricamente decoradas con mosaicos y relieves que muestran escenas de la vida obrera socialista.
Entre los puntos de referencia más conocidos se encuentran:
- Las torres gemelas de la Frankfurter Tor, inspiradas en las cúpulas del Gendarmenmarkt.
- El Strausberger Platz, con su fuente de cobre diseñada por Fritz Kühn.
- Edificios culturales como el Café Moskau, el Kino International[1] y la Mokka-Milch-Eisbar, todos ellos considerados símbolos de la vida urbana en la RDA.